# Endre Elekes
Endre Elekes (ur. 2 listopada 1968 w Sfântu Gheorghe) – węgierski zapaśnik walczący w stylu wolnym. Olimpijczyk z Barcelony 1992, gdzie zajął dziesiąte miejsce w kategorii 68 kg.
Piąty na mistrzostwach świata w 1991. Szósty na mistrzostwach Europy w 1993 roku.
- Turniej w Barcelonie 1992

Pokonał Hiszpana Francisco Barcię, a przegrał z Kōsei Akaishi z Japonii i Maksem Gellerem z Izraela.